# 獨家試愛
《獨家試愛》是一部香港電影。由葉念琛導演，方力申及鄧麗欣領銜主演，
於2006年3月23日上映，屬愛情片種。本片是葉念琛執導的《愛情四部曲》的第一部，故事上與《愛情四部曲》的第二部《十分愛》及第三部的《我的最愛》並無關聯，與第四部的《紀念日》有部分關聯，演員都沿用方力申、鄧麗欣，從此成為螢幕情侶。

## 故事大綱
|                        | 想愛一個人 卻愛多一個人... |
| ——《獨家試愛》宣傳海報 |                            |

## 演員

### 鄺美寶相關
| 演員                  | 角色   | 關係/暱稱                                      |
| 鄧麗欣                | 鄺美寶 | 阿寶 林嘉華妻 結局以「親愛的」開頭寫信給Philip |
| 唐 寧                 | 阿 蚊  | 寶好朋友                                       |
| 伍允龍                | Phillp | Phillp 寶好朋友，同時單戀她                    |
| 侯莎莎                | 莎 莎  | 寶好朋友                                       |
| 關之彤 （Kayle Kwan） | 表 姐  | 寶表姐                                         |

### 林嘉華相關
| 演員   | 角色           | 關係                              |
| 方力申 | 林嘉華（阿華） | 鄺美寶夫 阿喱、藍威寶好朋友       |
| 吳佩慈 | Josephine      | 阿華中學時的隔壁鄰居 阿華外遇對象 |
| 王祖藍 | 藍威寶         | 華好朋友                          |
| 李家榮 | 阿 喱          | 華好朋友                          |
| 陳秀珠 | 華 母          | 華母                              |

### 其他
| 演員   | 角色         | 關係                                          |
| 魏駿傑 | Michael      | Josephine朋友 假裝其男友與Josephine騙阿華分手 |
| 傅 穎  | 阿 琪        | 在卡拉ok房瀕臨分手 最後與男友在同一k房訂婚    |
| 譚俊彥 | 阿 南        | 在卡拉ok房瀕臨分手 最後與女友在同一k房訂婚    |
| 李綺雯 | 第三者       |                                               |
| 田啟文 | 旅行社職員   |                                               |
| 徐志雄 | 外賣仔       |                                               |
| 谷德昭 | 圖書館管理員 |                                               |

## 歌曲
- 主題曲：
  - 〈十分．愛〉 - 方力申、鄧麗欣

- 片尾曲：
  - 〈愛你變成恨你〉 - 吳雨霏

- 插曲：
  - 〈為何他會離開你〉 - 林憶蓮
  - 〈我有今日〉 - 側田
  - 〈領會〉 - 鄭中基
  - 〈他不准我哭〉 - 鄧麗欣

## 獎項
- 第26屆香港電影金像獎
  - 新晉導演提名：葉念琛

## 相關電影
- 《十分愛》（2007）
- 《我的最愛》（2008）
- 《紀念日》（2015）

## 外部連結
- 開眼電影網上《獨家試愛》的資料（繁體中文）
- 豆瓣电影上《獨家試愛》的資料 （简体中文）
- 时光网上《獨家試愛》的資料（简体中文）
- AllMovie上《獨家試愛》的资料（英文）
- 爛番茄上《獨家試愛》的資料（英文）
- 香港影庫上《獨家試愛》的資料（繁體中文）
- 互联网电影数据库（IMDb）上《獨家試愛》的资料（英文）